# Martha Villalba Hodwalker
Martha Patricia Villalba Hodwalker  (Puerto Colombia, 5 de diciembre de 1966) es una abogada, política y exmiembro de la Cámara de Representantes de Colombia por el departamento del Atlántico.
Villalba Hodwalker forma parte del Partido Social de Unidad Nacional, también conocido como el Partido de la U. Fue elegida por elección popular para integrar la Cámara de Representantes de Colombia por Barranquilla, después de haber obtenido un total de 51 362 votos.
Uno de sus logros más significativos, durante su trayectoria política, fue haber sido escogida como uno de los mejores alcaldes del país durante el periodo 2008-2011, según la organización Colombia Líder y la revista Semana.

## Biografía
Nació en Puerto Colombia (Atlántico). Es hija de Rafael Villalba Guerra, oriundo de Mahates (Bolívar), quien a muy temprana edad se radicó en Puerto Colombia y de Erna Hodwalker. Es la cuarta entre cinco hermanos: Rafael, Erna, Luis y Guillermo, quienes desde muy temprana edad vieron como su padre se enfocó en el ámbito político, donde llegó a ejercer como concejal de Puerto Colombia y diputado del Atlántico.
Cursó sus estudios primarios en el colegio Ninfa Colpas, (actualmente Institución Educativa María Mancilla Sánchez de Puerto Colombia) y, la secundaria, en el Saint Mary School, en Barranquilla. Posteriormente, realizó sus estudios de educación -también en la capital del Atlántico- en la Universidad de la Costa, en donde obtuvo el título de abogada y, realizó una especialización en Desarrollo Social en la Universidad del Norte, motivada por el interés de profundizar en los proyectos de impacto social y de contextos políticos, ambientales, culturales y educativos.

### Trayectoria política
Inicialmente, trabajó en la Contraloría Distrital de Barranquilla, en la Contraloría Departamental del Atlántico y en el Senado de la República. En esta última institución, como asesora.
Posteriormente, fue elegida diputada del Atlántico en el período 2004-2007, donde logró grandes avances para Puerto Colombia en el tema social y trabajó por el fortalecimiento de la estampilla Pro Anciano y los centros de vida en los municipios del departamento. Fue Alcaldesa de Puerto Colombia (Atlántico), durante el período 2008-2011. Formó parte del grupo de los cinco mejores alcaldes del país de municipios con población entre 20 000 y 100 000 habitantes según la organización Colombia Líder, una iniciativa de la sociedad civil y el sector privado que realiza un seguimiento a las acciones sectoriales y sociales, exaltando y visibilizando la buena gestión de los gobernantes locales.
En total fueron una veintena de mandatarios que se distinguieron por su gestión. En la versión de 2011, Colombia Líder evaluó la gestión de los 1102 alcaldes y 32 gobernadores de todo el país a partir de un conjunto de temas como pobreza, educación, género, salud, salud sexual y reproductiva, ranking fiscal, seguridad y transparencia.